# 山下徳夫
山下 徳夫（やました とくお、1919年10月7日 - 2014年1月1日）は、日本の政治家。位階は正三位。
厚生大臣、内閣官房長官、総務庁長官、運輸大臣、衆議院議員などを歴任。

## 来歴・人物
佐賀県伊万里市出身。山下徳次郎の長男として誕生。福岡中学校（現・福岡県立福岡高等学校）卒業後、明治大学専門部法科を経て、1944年、専修大学法学部卒業。
父の徳次郎は1926年に炭鉱向け材木店（現・ヤマシタ）を創業。大学卒業後の1947年に佐賀県議会議員に初当選。1949年に父の家業である山下徳次郎商店の代表取締役に就任する。その後、日本杭木協会理事や全国木材協会理事、佐賀県木材協会会長を歴任し佐賀県議会にて議員4期・議長2選を経て、1969年、旧佐賀県全県区から第32回衆議院議員総選挙に立候補し、初当選（当選同期に小沢一郎・羽田孜・梶山静六・奥田敬和・林義郎・渡部恒三・綿貫民輔・塩崎潤・森喜朗・村田敬次郎・松永光・江藤隆美・中山正暉・浜田幸一など）。連続当選は10回。自民党内では最小派閥の三木→河本派に所属した。
第2次中曽根内閣では運輸大臣として初入閣。大臣在任中の1985年8月12日、三光汽船が翌日会社更生法の適用を申請することを受けて地元の佐賀から急遽帰京し担当官庁の長として同社の対応をするために福岡発羽田行日本航空366便に搭乗し、17時過ぎに羽田に到着した。その機体JA8119番機は羽田到着後同123便として18時過ぎに大阪へ向かったが、その途上で単独機としては史上最悪の日本航空123便墜落事故が起きる。事故後所管大臣として陣頭指揮にあたった山下は、生還した女児の123便搭乗券のコピーを持ち歩き、機会があれば知人に贈っていたという。
第3次中曽根内閣では在任中に死亡した玉置和郎の後任として総務庁長官に就任する。第1次海部内閣で内閣官房長官に就任する。河本派の情報通で海部俊樹とのフロコミュニケーションを通じての「ツーといえばカーと仲だった」という。40歳も年下の元愛人に口止め料を渡したという買春スキャンダルが発覚して在職期間16日間で辞任した。氏の手帳には日航客室乗務員の名前がずらりと書き込まれ、それを見た記者が客室乗務員の自宅に押しかけて大騒ぎになったこともあった。その後、宮澤内閣の厚生大臣に就任する。最小派閥ながら閣僚ポストに恵まれたのは、金丸信と親交が深く、経世会との連絡役を務めていたからという側面もあった。2000年に政界引退、自民党佐賀県連で顧問を務める。また、1988年より2003年まで学校法人専修大学理事長も務めた。
2014年1月1日午前1時30分、老衰のため佐賀県伊万里市の自宅で死去。94歳没。叙正三位。

## 経歴
- 1969年12月 - 衆議院議員選挙に初当選
- 1974年12月 - 厚生政務次官（三木内閣）
- 1976年9月 - 通商産業政務次官（三木改造内閣）
- 1984年11月 - 運輸大臣（第2次中曽根内閣）
- 1987年1月 - 総務庁長官（第3次中曽根内閣）
- 1988年11月 - 学校法人専修大学理事長
- 1989年8月 - 内閣官房長官（第1次海部内閣）
- 1990年2月 - 衆議院議院運営委員長
- 1991年11月 - 厚生大臣（宮澤喜一内閣）
- 2000年6月 - 政界引退